# Depot von Nadelwitz
Das Depot von Nadelwitz ist ein archäologischer Depotfundrest und ein Einzelfund aus der ausgehenden Frühbronzezeit, der bei Nadelwitz, einem Ortsteil von Bautzen, entdeckt wurde.
Der Hortfundrest wurde 1926 bei Steinbrucharbeiten am Südosthang des Schafberges frei in der Erde gefunden, der Einzelfund 1960 ebenfalls aus der Kiesgrube in Nachbarschaft der Depotfundstelle. Er bestand aus mindestens zwei identischen Lanzenspitzen und zwei Randleistenbeilen, von denen jeweils nur ein Stück vorhanden ist. Das Absatzbeil des Einzelfundes (möglicherweise zu einem Grab gehörend) verkörpert den etwas jüngeren, auf die Randleistenbeile folgenden Beiltyp. Beide Typen können auch zusammen auftreten. Die Datierung um 1600 v. Chr. weist den Fund der Aunjetitzer Kultur zu.
Die verbliebenen Funde befinden sich heute im Museum Bautzen.